# 2201-es mellékút (Magyarország)
A 2201-es számú mellékút egy 11 kilométer hosszú, négy számjegyű mellékút Nógrád vármegyében, a Nógrádi-medence északi részén. Fő iránya a kezdőpontjától, Nagyoroszitól kiindulva nagyjából mindvégig keleti, a 2-es és a 22-es főutak által közrefogott települések egy részét kapcsolja össze.

## Nyomvonala
A 2-es főútból ágazik ki, annak majdnem pontosan a 66. kilométerénél, Nagyoroszi központjában, nagyjából kelet felé. Petőfi út néven húzódik a településen, a belterület keleti széléig, amit körülbelül 900 méter után ér el. Kevéssel a 2. kilométere után átlép Patak területére, amelynek központját 4,8 kilométer megtétele után éri el. Előtte, a 4+400-as kilométerszelvénye közelében még belecsatlakozik a 2202-es út – nem sokkal annak ötödik kilométere megtétele után –, illetve az 5. kilométere közelében keresztezi a Derék-patakot és kiágazik belőle délkelet felé a 2203-as út.
A következő település Dejtár, ahol a 8. kilométerénél belecsatlakozik a 22 101-es út, kevéssel annak 11. kilométere után. Onnan északkelet felé halad tovább, majd nem sokkal később eléri a Vác–Balassagyarmat-vasútvonalat, amelynek Dejtár vasútállomása az út 10. kilométere közelében van (a megállót az alig 140 méter hosszú 22 303-as számú mellékút szolgálja ki). A folytatásban keresztezi a Lókos-patakot, körülbelül 10,4 kilométer teljesítése után, majd dejtári területen csatlakozik a 22-es főútba, annak 14+550-es kilométerszelvényénél.
Teljes hossza, az országos közutak térképes nyilvántartását szolgáló kira.kozut.hu nyilvántartása szerint 11,084 kilométer.

## Települések az út mentén
- Nagyoroszi
- Patak
- Dejtár